# Nāḩiyat Baghdād al Jadīdah
Nāḩiyat Baghdād al Jadīdah (arabiska: ناحية بغداد الجديدة) är ett underdistrikt i Irak.   Det ligger i provinsen Bagdad, i den centrala delen av landet. Huvudstaden Bagdad ligger i Nāḩiyat Baghdād al Jadīdah.